# Umbilicus
Pour les articles homonymes, voir ombilic (homonymie).
Genre
Classification APG III (2009)
Umbilicus est un genre de 15 à 20 espèces de plantes à fleurs de la famille des Crassulaceae.

## Liste d'espèces
Selon BioLib (6 janvier 2018) :
- Umbilicus albido-opacus Carlström
- Umbilicus botryoïdes Hochst.
- Umbilicus chloranthus Boiss., sud des Balkans
- Umbilicus erectus DC., sud des Balkans, sud de l'Italie
- Umbilicus gaditanus Boiss.
- Umbilicus heylandianus Webb & Berthel., Espagne, Portugal
- Umbilicus horizontalis (Guss.) DC., Méditerranée, Bulgarie
- Umbilicus intermedius Boiss.
- Umbilicus luteus (Huds.) Webb & Berthel.
- Umbilicus mirus (Pamp.) Greuter
- Umbilicus neglectus (Cout.) Rothm. & P. Silva
- Umbilicus oppositifolius Ledeb.
- Umbilicus parviflorus (Desf.) DC., Grèce
- Umbilicus rupestris (Salisb.) Dandy - Nombril-de-Vénus commun, sud et ouest de l'Europe, îles Britanniques.
- Umbilicus schmidtii (Bolle)
- Umbilicus tropaeolifolius Boiss.